# Ireneusz Mulak
Ireneusz Mulak, né le 30 mars 1956 à Lublin, en Pologne, est un ancien joueur polonais de basket-ball.